# Kastriotské knížectví
Kastriotské knížectví (albánsky Principata e Kastriotit) bylo na přelomu 14. a 15. století jedno z albánských knížectví, kterému vládli přední členové rodu Kastriotů. Ti ovládali region kolem Debaru (dnes nejzápadnější část severní Makedonie a nejvýchodnější část Albánie).

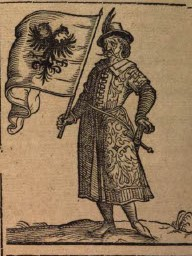
Gjon Kastrioti

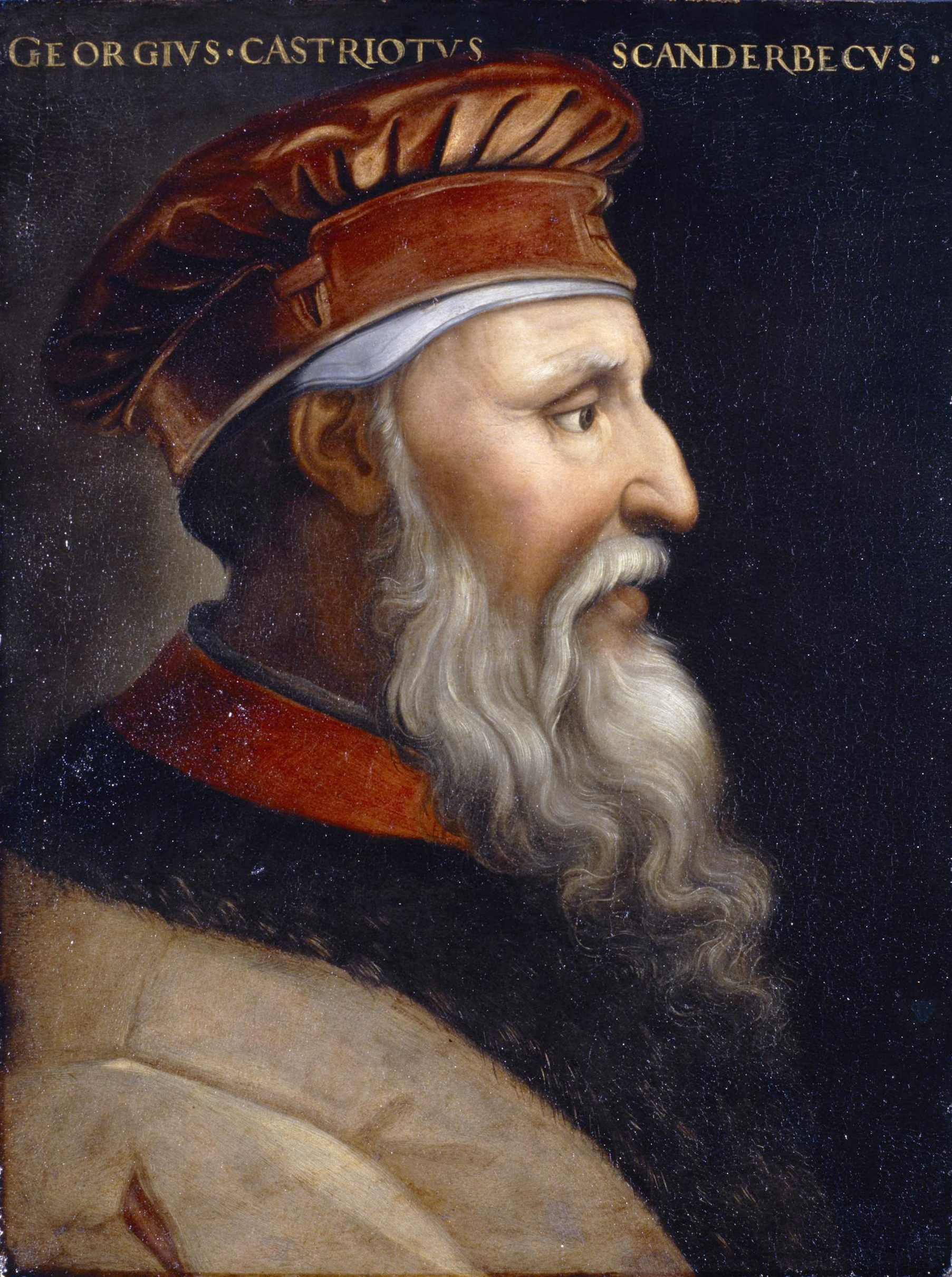
Skanderbeg

Bylo založeno v roce 1389 šlechticem Pálem Kastriotim, který mu poté vládl do roku 1407. Knížectví po něm zdědil jeho syn Gjon Kastrioti a vládl mu do své smrti v roce 1437. Po jeho smrti ho vystřídal Gjergj Kastrioti řečený Skanderbeg, který se stal nejvýznamnějším členem rodu, v dnešní Albánii je považován za národního hrdinu a přední postavu albánských dějin. Proslavil se jako bojovník proti Osmanské říši, s kterou svedl desítky bitev, většinou vítězných. Bývá proto také nazýván „Drakem z Albánie“. Rozhodl o přestupu Albánců ke katolické víře. V roce 1444 založil ve městě Lezhë ligu protitureckých sil.
Po pádu knížectví a Skanderbegově smrti v roce 1468 se rod Kastriotů připojil k Neapolskému království a obdržel vévodství San Pietro v Galatině a hrabství Soleto v provincii Lecce v Itálii, kde jedna větev rodiny po mateřské linii dodnes existuje jako součást rodu Sanseverinů.